# Scymnodalatias
Scymnodalatias Garrick, 1956 è un genere di squali squaliformi appartenenti alla famiglia Somniosidae. Sono diffusi in tutti gli oceani.

## Descrizione
La lunghezza massima registrata è di 111 cm per S. albicauda.

## Tassonomia
In questo genere sono riconosciute 4 specie:
- Scymnodalatias albicauda Taniuchi & Garrick, 1986
- Scymnodalatias garricki Kukuev & Konovalenko, 1988
- Scymnodalatias oligodon Kukuev & Konovalenko, 1988
- Scymnodalatias sherwoodi (Archey, 1921)